# Grund (Münchberg)
Grund ist ein Gemeindeteil der Stadt Münchberg im Landkreis Hof (Oberfranken, Bayern). Grund liegt in der Gemarkung Markersreuth.

## Geografie
Der Weiler besteht aus zwei Siedlungen, die von Acker- und Grünland umgeben. Die Hauptsiedlung liegt westlich des Modlitzbachs, eines linken Zuflusses des Ulrichsbachs, an einer Gemeindeverbindungsstraße, die nach Markersreuth (0,9 km nordöstlich) bzw. zur Staatsstraße 2461 verläuft (0,7 km südwestlich).

## Geschichte
Gegen Ende des 18. Jahrhunderts bestand Grund aus 7 Anwesen. Die Hochgerichtsbarkeit  stand dem bayreuthischen Stadtrichteramt Münchberg zu. Grundherren waren das Kastenamt Münchberg (1 Viertelhof, 2 Halbhöfe, 1 Gütlein, 1 Söldengut) und die Rittergüter Ebnath und Schwarzenreuth (1 Viertelhof, 2 Fünftelhöfe, 1 Gut).
Von 1797 bis 1810 unterstand Grund dem Justiz- und Kammeramt Münchberg. Infolge des Ersten Gemeindeedikts wurde Grund dem 1812 gebildeten Steuerdistrikt Markersreuth und der zugleich entstandenen die Ruralgemeinde Markersreuth zugewiesen. Im Zuge der Gebietsreform in Bayern wurde Grund am 1. Mai 1978 nach Münchberg eingemeindet.

### Einwohnerentwicklung
| Jahr      | 1812  | 1819  | 1861   | 1871   | 1885   | 1900   | 1925   | 1950   | 1961   | 1970   | 1987  |
| Einwohner |       | *     | 63     | 75     | 33     | 49     | 36     | 50     | 28     | 24     | †22   |
| Häuser    | 7     |       |        |        | 7      | 7      | 7      | 7      | 7      |        | †6    |
| Quelle    | [ 6 ] | [ 9 ] | [ 10 ] | [ 11 ] | [ 12 ] | [ 13 ] | [ 14 ] | [ 15 ] | [ 16 ] | [ 17 ] | [ 1 ] |

## Religion
Grund ist bis heute nach St. Martin (Ahornberg) gepfarrt und seit der Reformation evangelisch-lutherisch geprägt.